# Opeklina
Opeklina je akutna lokalna okvara tkiva (zlasti kože) zaradi učinkovanja vročine, sevanja, kemikalij ali elektrike. Kadar jo povzroči vročina, sevanje ali elekrika, jo imenujemo tudi ožganina. V večini primerov sta prizadeti le pokožnica in usnjica, redkeje pa tudi globlja tkiva, kot so mišice, kosti in žile. Gre za pogosto in bolečo obliko poškodb, ki lahko pustijo trajne posledice zaradi možnega zabrazgotinjenja. Pride lahko tudi do zapletov, kot so opeklinski šok, okužbe, elektrolitkih motenj, dihalna stiska ... Obsežne opekline so lahko smrtne, vendar so sodobni načini zdravljenja, razviti v zadnjih 60 letih, močno izboljšali prognozo pri opeklinah, zlasti pri otrocih in mladostnikih.
Opekline delimo na provršinske in globoke. Pri površinskih opeklinah je poškodovana samo zgornja plast kože. Te opeklihne lahko hladimo z mrzlo vodo, vendar ne dlje kot pol ure. S tem omilimo bolečino.
Pri povrhnjih sončnih opeklinah (če je koža samo pordela) namažemo kožo s hladnimi kremami ali pa z borvazelinom.
Pri globokih opeklinah so poškodovane vse plasti kože. Teh opeklin praviloma ne hladimo. Nanje položimo le sterilno gazo in za nadaljnjo pomoč poiščemo zdravnika.

## Razvrščanje
Obstaja več načinov razvrščanja opeklin glede na resnost poškodbe. Tradicionalno delimo poškodbe po stopnjah na opekline prve, druge, tretje in četrte stopnje.
- Opekline prve stopnje so pogosto omejene le na rdečino kože, bele lehe na koži in manjšo bolečino na mestu poškodbe. Prizadeta je le pokožnica. V to stopnjo spada večina sončnih opeklin.
- Opekline druge stopnje se kažejo kot rdečina s površinskimi mehurji. Izraženost bolečine je odvisna od oživčenja prizadetega območja kože.
- Opekline tretje stopnje povzročijo izgubo pokožnice, poškodovana so tudi podkožna tkiva. Pokožnica je ožgana in skrajno poškodovana; včasih je na površju prisotna trda krasta. Pri celjenju pride do brazgotinjenja; lasni mešički in keratin so poškodovani. Včasih je potrebna presaditev tkiva.
- Opekline četrte stopnje poškodujejo tudi mišice, kite, ligamente. Pride do hudih ožganin in hudih poškodb podkožja. V nekaterih primerih se podkožje delno ali povsem uniči, kar ogrozi življenje. Nujna je presaditev tkiva.